# Tronen
Tronen (Grieks: θρόνοι, thronoi), ofanim (Hebreeuws: אוֹפַנִּים ’ōphannīm, "wielen") of galgallim (Hebreeuws: גַּלְגַּלִּים, galgallim, "sferen", "wielen", "wervelwinden") zijn in joodse en christelijke literatuur hemelse wezens. In de joodse literatuur domineert de beschrijving als grote wielen of "veelogigen", in de christelijke literatuur als tronen.

## Jodendom

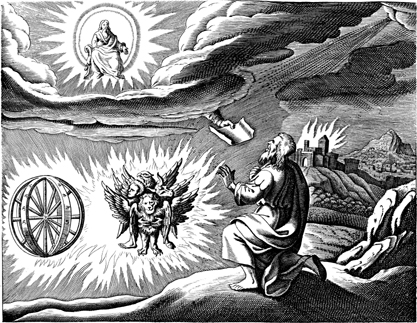
Traditionele verbeelding van het visioen van Ezechiël

In de Hebreeuwse Bijbel komen de termen voor deze "wielen" voor in het visioen van Ezechiël (Ezechiël 1:15-21). Een van de Dode Zee-rollen (4Q405) interpreteert hen als engelen. Late delen van 1 Henoch beelden hen af als een klasse van hemelse wezens die nooit slapen, maar Gods troon bewaken (1 Henoch 61:10) en gebruiken een opsomming die bepalend lijkt te zijn voor de latere hiërarchie in het christendom:
... rondom waren serafim, cherubim en ofanim.— 1 Henoch 71:7
Deze "wielen" worden soms geïdentificeerd met die in het visioen van Daniël:
Ik zag dat er tronen werden neergezet en dat er een oude wijze plaatsnam. ... Zijn troon bestond uit vuurvlammen, de wielen uit laaiend vuur.— Daniël 7:9
Het late boek 2 Henoch verwijst naar hen als "veelogigen" (2 Henoch 20:1; 21:1).

## Christendom
In het Nieuwe Testament is vooral de vermelding in de hymne in Kolossenzen 1:16 belangrijk:
In [Jezus] is alles geschapen,
alles in de hemel en alles op aarde,
het zichtbare en het onzichtbare,
vorsten [letterlijk: "tronen"] en heersers, machten en krachten,
alles is door hem en voor hem geschapen.
Hierin wordt een parallel gezien met 1 Petrus 3:21,22:
de opstanding van Jezus Christus, die de hemel is binnengegaan en nu aan Gods rechterhand zit, terwijl de engelen, machten en krachten aan hem onderworpen zijn.
Sinds Pseudo-Dionysius worden tronen in het christendom beschouwd als derde orde van de hoogste sfeer of koor van engelen, na de serafs en cherubs. Deze visie werd geaccepteerd door Thomas van Aquino en de Rooms-Katholieke Kerk.